# 紀白麻呂
紀 白麻呂（き の しろまろ）は、奈良時代の貴族。名は白満とも記される。官位は従五位上・春宮亮。

## 経歴
宝亀10年（779年）従五位下・造東大寺次官に叙任され、翌宝亀11年（780年）因幡介に遷る。
天応元年（781年）桓武天皇が即位すると、春宮亮に任ぜられ、春宮・早良親王に仕える。延暦3年（784年）従五位上に昇叙される。延暦4年（785年）9月に藤原種継暗殺事件が発生すると、直前まで春宮大夫を務めていた故・大伴家持や東宮学士・林稲麻呂ら他の春宮坊の官人と共に連座して、白麻呂は隠岐国への流罪となる。
没年は不明だが、延暦25年（806年）桓武天皇が重態となる中で恩赦があり、藤原種継暗殺事件で罰せられた者に対する復位がおこなわれ、白麻呂は正五位上の贈位を受けている。

## 官歴
『六国史』による。
- 時期不詳：正六位上
- 宝亀10年（779年） 正月23日：従五位下。11月28日：造東大寺次官
- 宝亀11年（780年） 3月17日：因幡介
- 天応元年（781年） 4月14日：春宮亮（春宮・早良親王）
- 延暦3年（784年） 正月16日：従五位上
- 延暦4年（785年） 正月15日：兼伯耆守。9月24日：流罪（隠岐国）[1]
- 延暦25年（806年） 3月17日：贈正五位上

## 系譜
- 父：不詳
- 母：不詳
- 生母不詳の子女
  - 男子：紀椿守[2]（776-853）